# Salvia sclarea
La esclarea (Salvia sclarea) es una planta herbácea bienal o perenne de corta vida, perteneciente a la familia de las lamiáceas.  Es originaria de la región del Mediterráneo hasta el centro de Asia. 

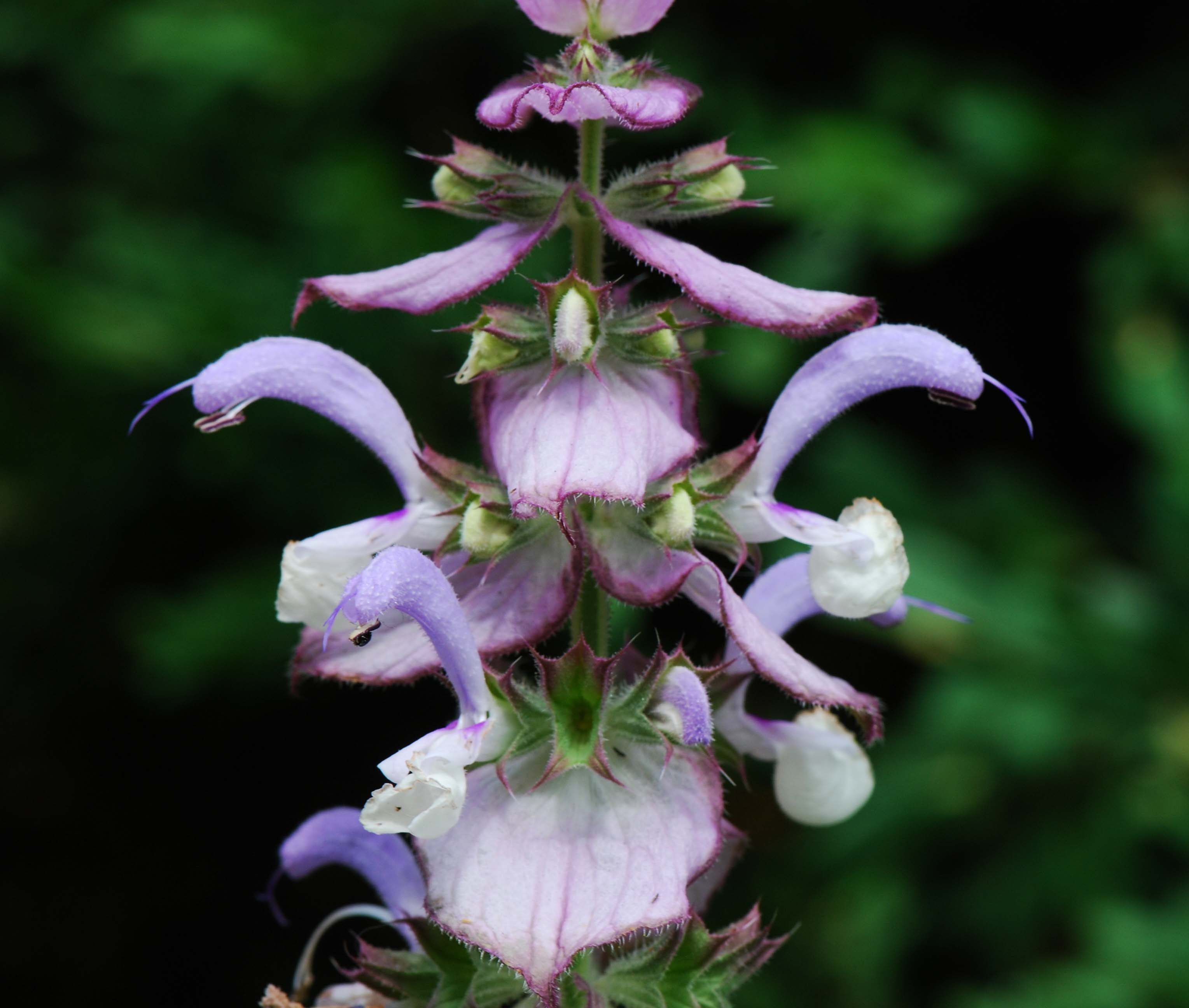
Flor

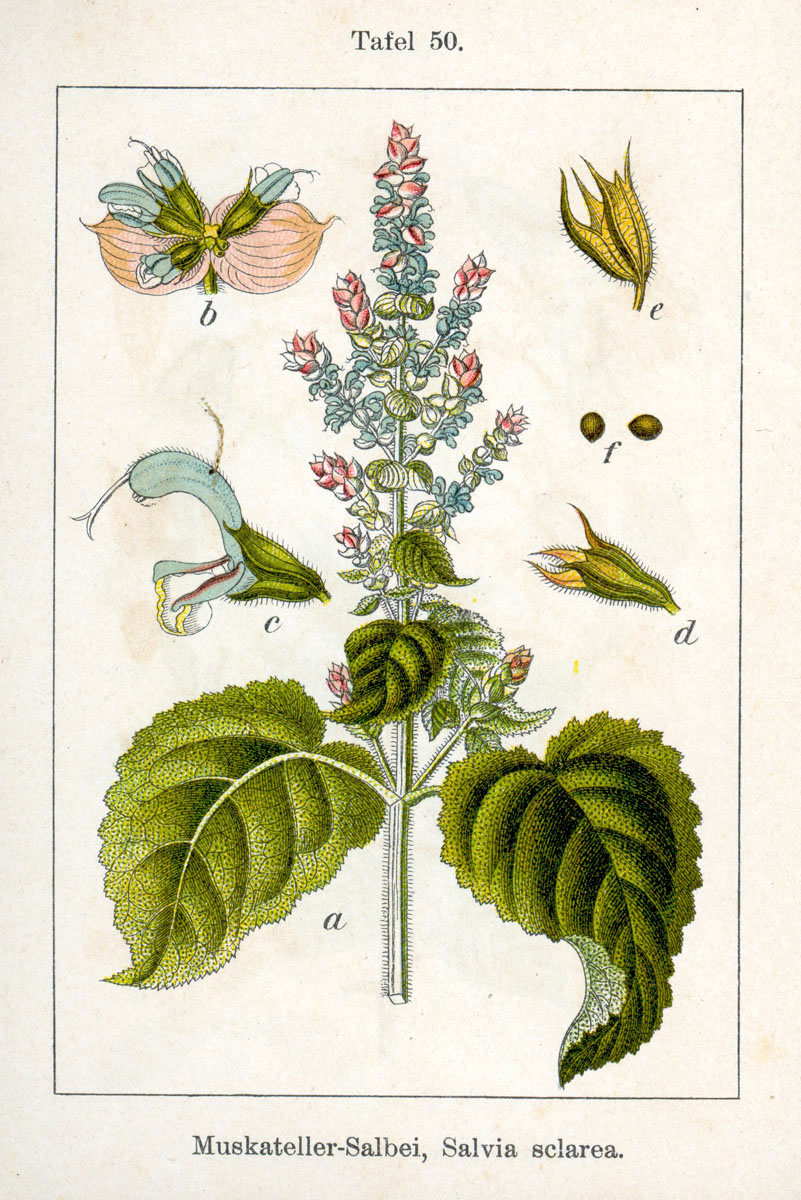
Ilustración

## Descripción
La esclarea alcanza 1 m de altura cuando está en flor. En invierno, se muere y vuelve a ser una roseta basal. Las hojas tienen una textura lanosa y alcanzan los 10-20 cm de largo y 6-12 cm de ancho. Su flores aparecen en grupos de 2-6 en el tallo, tienen 2,5-3,5 cm de largo y son de color blanco, rosa o púrpura pálido. Las brácteas de los tallos florales tienen colores similares a las flores. Las glándulas de los tallos florales producen el aceite esencial.

## Usos

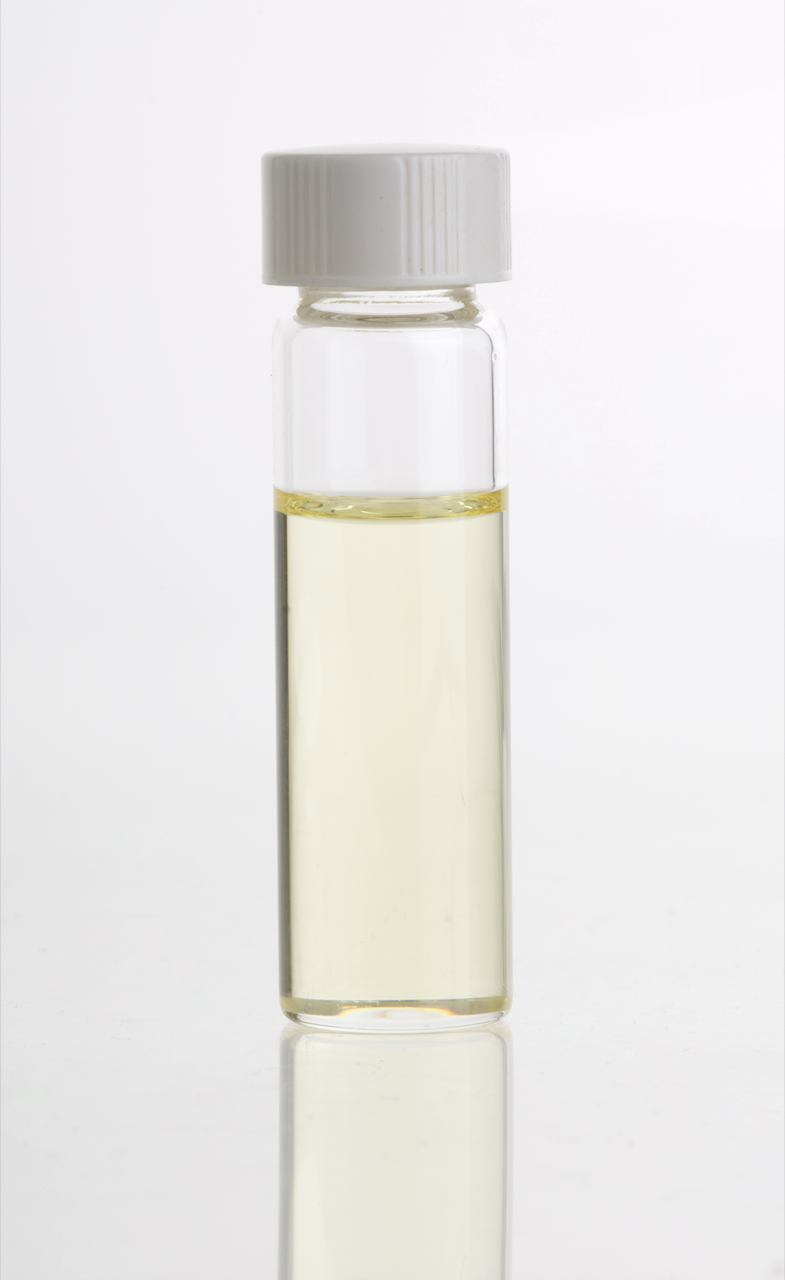
Frasco de vidrio que contiene aceite esencial de salvia (Salvia sclarea).

Se destila su aceite esencial que contiene el compuesto químico aromático esclareol. Éste se encuentra ocasionalmente en tiendas especializadas y tiendas de perfumes. Su olor es  descrito como  picante, que es considerado por algunos desagradable y muy atractivo para otros. 
Las semillas tienen una capa mucilaginosa, por lo que a veces se ha usado colocando una en el ojo de una persona con el propósito de quitar objetos extraños. Esta práctica se observa por Nicholas Culpeper en su Complete Herbal (1653), quien se refirió a la planta como "ojos claros".
El destilado de aceite esencial se utiliza ampliamente en perfumería y como saborizante para moscatel, vermuts, vinos y licores. También se utiliza en aromaterapia para aliviar la ansiedad y el miedo, los problemas relacionados con la menstruación, como el síndrome premenstrual y los calambres, y ayudando con el insomnio.
Hoy en día es cultivada principalmente en Inglaterra, Francia y el sur de Rusia para la industria del perfume.

### Principios activos
El aceite esencial es rico en linalool (10-20%) y en acetato de linalilo (45-75%) acompañados de germacreno D y cariofileno.
También es una buena fuente de ácido linolénico (omega-3).

### Uso medicinal
Se utiliza como estomacal, anticatarral, antisudorífico, astringente, antiespasmódico, estimulante, emenagogo, antiséptico. En medicina popular para trastornos gástricos, calambres, timpanitis, diarreas.

### Otros usos
A menudo se cultiva como una planta ornamental en los jardines.

## Taxonomía
Salvia sclarea fue descrita por Carlos Linneo y publicado en Species Plantarum 1: 27. 1753.
Citología
Número de cromosomas de Salvia sclarea (Fam. Labiatae) y táxones infraespecíficos: 2n=22.
Etimología
Ver: Salvia
sclarea: epíteto específico del griego sklêros , σκληρός, "duro".
Sinonimia
- Sclarea vulgaris Mill., Gard. Dict. ed. 8: 1 (1768).
- Aethiopis sclarea (L.) Fourr., Ann. Soc. Linn. Lyon, n.s., 17: 134 (1869).
- Salvia haematodes Scop., Fl. Carniol., ed. 2, 1: 29 (1771), nom. illeg.
- Salvia foetida Lam., Tabl. Encycl. 1: 69 (1791).
- Salvia coarctata Vahl, Enum. Pl. 1: 253 (1804).
- Salvia simsiana Schult., Mant. 1: 210 (1822).
- Sclarea tingitana (Etl.) Raf., Fl. Tellur. 3: 94 (1837).
- Salvia calostachya Gand., Fl. Lyon.: 171 (1875).
- Salvia turkestanica Noter, Rev. Hort. 77: 502 (1905).
- Salvia lucana Cavara & Grande, Bull. Orto Bot. Regia Univ. Napoli 3: 436 (1913).
- Salvia pamirica Gand., Bull. Soc. Bot. France 60: 26 (1913).
- Salvia altilabrosa Pan, Trab. Mus. Ci. Nat., Ser. Bot. 14: 33 (1918).[10]

## Nombres comunes
- Castellano: almaro, amardo, amaro,[11] amero, esclarea, hierba de los ojos, hierba de San Jorge, hierba de San Juan, madrona, maro, maro granadino ancho, maro vulgar, oripesa, orobal, oropesa, salvia, salvia romana, yerba de San Juan.[9]